# Chhabra
Chhabra là một thành phố và khu đô thị của quận Baran thuộc bang Rajasthan, Ấn Độ.

## Địa lý
Chhabra có vị trí 24°40′B 76°50′Đ / 24,67°B 76,83°Đ Nó có độ cao trung bình là 321 mét (1053 foot).

## Nhân khẩu
Theo điều tra dân số năm 2001 của Ấn Độ, Chhabra có dân số 22.795 người. Phái nam chiếm 53% tổng số dân và phái nữ chiếm 47%. Chhabra có tỷ lệ 60% biết đọc biết viết, cao hơn tỷ lệ trung bình toàn quốc là 59,5%: tỷ lệ cho phái nam là 70%, và tỷ lệ cho phái nữ là 50%. Tại Chhabra, 17% dân số nhỏ hơn 6 tuổi.